# Кипкоэч, Паскалия
Паскалия Чепкорир Кипкоэч — кенийская бегунья на длинные дистанции. На чемпионате мира по полумарафону 2012 года стала бронзовым призёром в личном первенстве и серебряным призёром в командном зачёте. Победительница Берлинского полумарафона 2010 года с результатом 1:09.43. На Пражском полумарафоне 2009 года заняла 3-е место.
Серебряный призёр чемпионата мира среди юношей 2003 года на дистанции 3000 метров.